# 克雷格·艾迪生
克雷格·艾迪生（英語：Craig Addison，1956年—），澳洲記者。他就讀大學時主修傳播學，畢業後，進入媒體業工作。曾在悉尼工作9年，1994年至1997年擔任亞洲電子業（Electronic Business Asia）月刊總編輯。2013年加入南華早報，專責採訪半導體產業新聞。2001年出版了《矽屏障：台灣最堅實的國防》一書，提出「台灣矽盾」的觀點。

## 外部連結
- 克雷格·艾迪生的X（前Twitter） （英文）